# Перекидное табло

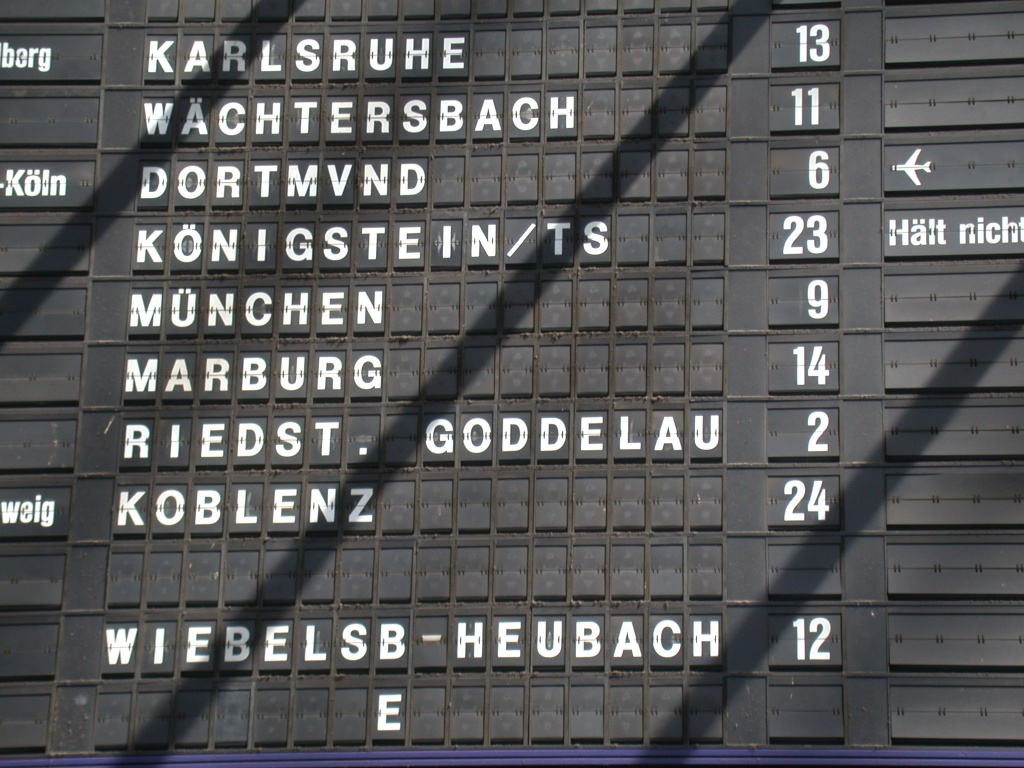
Часть вокзального табло в Frankfurt (Main). Посередине букв заметны кольцевые части держателей карточек. Внизу виден ошибочно выпавший символ Е. Справа видны групповые сегменты на две цифры и на строку.

Перекидное табло (англ. Split-flap display) — электромеханическая система для отображения текстов, использующая перекидные таблички (наборы знаков организованы в виде отдельных пластинок, только пара которых видна для каждого места). Часто используются на вокзалах для отображения прибывающих и отправляющихся поездов. Устанавливаются на высоте, имеют большой размер.
Табло может состоять как из отдельного набора карточек для каждого знакоместа, так и из заранее подготовленных групп (строк текста).

## Преимущества
- Потребляют электроэнергию только при изменении текста, но не при отображении фиксированного текста.
- Имеют большой размер, при этом относительно дешевы
- Знаками могут быть рисунки и сглаженные символы, в отличие от матричных и сегментных устройств отображения.
- Работают в отраженном свете — хорошо читаются при ярком солнечном свете. В темноте также гораздо легче читается светоотражающее табло, подсвеченное лампой, чем светоизлучающее (у светоизлучающего табло сказываются хроматические аберрации, за счёт чего символы "расплываются" на большом расстоянии).

## Недостатки
- Шумны (в некоторых ситуациях может быть достоинством, например при редком обновлении информации);
- Длительное время смены информации; зависит от количества карточек для каждого знака;
- Некоторые перекидные пластинки могут заедать, тогда некоторые буквы будут отображены неверно;
- Работают в отраженном свете — для работы в темноте требуют подсветки, или использования люминесцентной краски. То же качество может являться и преимуществом (см. выше).

## Устройство

устройство

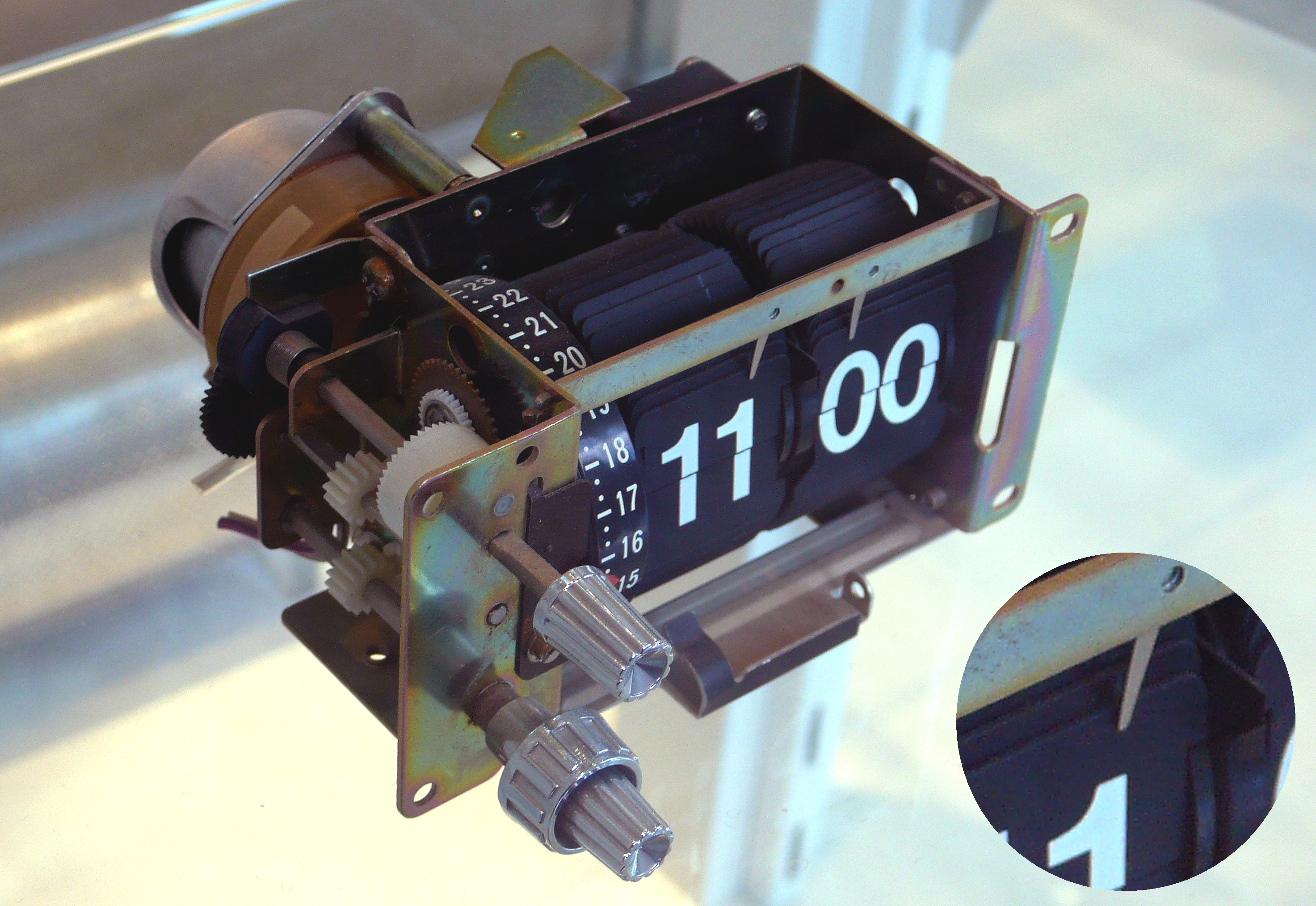
Часы с перекидным табло для отображения времени. Видно внутреннее устройство механизма. Увеличен фрагмент с упором для текущей пластинки

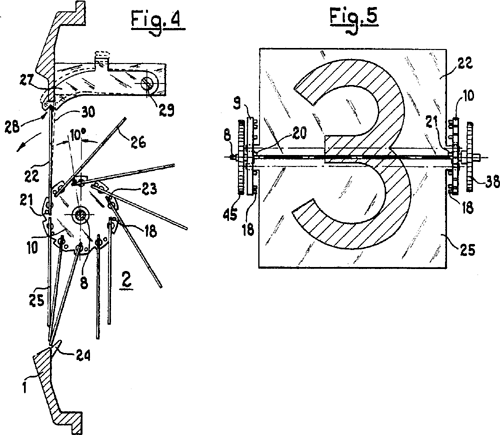
Устройство механизма часов на перекидных индикаторах.

В простейшем случае карточки установлены на цилиндре 10, при этом каждая крепится на собственной оси 20. Для смены символов используется поворот цилиндра вокруг своей оси 8. В верхней части устройства устанавливается держатель 28 для верхней половинки 22 символа. В нижней части устройства также может иметься упор 24 для нижней половинки 25, позволяющий её сохранять вертикальное положение при повороте. Для того, чтобы карточка при повороте могла легко перейти в вертикальное положение и упереться в верхний держатель, рядом с осью карточки устанавливается упор 21, который не даёт карточке полностью опускаться и прикасаться к соседним карточкам.

## Известные производители
- Solari (Италия)
- Pragotron (Чехословакия)